# Xenotriccus callizonus
Xenotriccus callizonus е вид птица от семейство Tyrannidae. Видът е почти застрашен от изчезване.

## Разпространение
Видът е разпространен в Гватемала, Мексико и Салвадор.